# Sporazum Sazonov-Paléologue
Sporazum Sazonov-Paléologue je pismo ruskog ministra vanjskih poslova Sergeja Sazonova od 26. travnja 1916. francuskom veleposlaniku u Rusiji Mauriceu Paléologuu u vezi sa Zapadnom Armenijom i anglo-francuskim sporazumom Sykes-Picot. Sporazum o utjecaju Rusije na Zapadnu Armeniju dat je u zamjenu za ruski pristanak na dogovor Sykes-Picot Sporazum je postignut na prvu godišnjicu Londonskog ugovora.
Rusiji su dodijeljeni vilajeti Erzurum, Trapezund, Bitlis i Van; od kojih je veći dio u to vrijeme bio pod ruskom okupacijom.